# Henri Brod
Henri Brod, né le 13 juin 1799 à Paris et mort le 6 avril 1839 dans la même ville, est un hautboïste, compositeur et facteur de hautbois français. 

## Biographie
Brod est admis au Conservatoire de Paris le 18 août 1811 dans une classe de solfège et devient ensuite l'élève de Gustave Vogt pour le hautbois. Il obtient dans cet établissement un accessit en 1814 puis le Premier prix en 1818. Fétis écrit à son propos : "le son qu'il tirait du hautbois était plus doux, plus moelleux, et moins puissant que celui de son maître ; sa manière de phraser était élégante, gracieuse ; son exécution dans les traits, vive et brillante".  
Il entre à l'orchestre de l’Opéra de Paris en qualité de hautbois titulaire le 1er juillet 1819 puis est nommé hautbois solo en 1834 après le retrait de Vogt. C’est au côté de celui-ci qu’il fait partie successivement de la Chapelle royale de Louis XVIII (1819), puis de celle de Charles X de 1824 à 1830. En février 1828 il est l'un des membres fondateurs de la Société des Concerts du Conservatoire, avec laquelle il se produit douze fois en soliste entre 1828 et 1838.
Insatisfait de l'instrument à quatre clés qu'il avait à sa disposition, il fait très tôt des recherches, en particulier du point de vue acoustique, dans le but de perfectionner la justesse, la qualité du son et la facilité de l'émission. C'est ainsi qu'il prend une part prépondérante aux améliorations apportées au hautbois, au cor anglais et au hautbois baryton, tant du point de vue de la sonorité et du clétage que de la forme même des instruments ou des anches. 
Il est également l'auteur d'une célèbre méthode pour son instrument, qui paraît en 1826 pour la première partie et en 1830 pour la seconde :
- la première partie traite de tous les sujets concernant le hautbois : les techniques, la posture, la position des lèvres, les interprétations, et contient surtout un recueil d'études et de sonates que l'on trouve encore réédité de nos jours.
- la seconde partie comporte le traité le plus détaillé de l'époque sur l'art de confectionner les anches, indiquant la technique et les outils nécessaires, un recueil d'études et de sonates plus difficiles, ainsi que 24 récréations sur des airs connus de l'époque.

Il a également été facteur d'une clarinette alto et d'une clarinette contrebasse.
Il avait un frère, Godefroid Brod, qui a été premier hautbois des théâtres impériaux de Saint-Pétersbourg. 
Henri Brod est décédé pendant l'exposition universelle de 1839, à 39 ans. Il est enterré aujourd'hui au cimetière de Montmartre.

## Œuvre pédagogique
- Méthode de hautbois
- 40 leçons faciles et progressives et 6 sonates faciles pour le hautbois
- 20 études progressives et 6 grandes sonates pour le hautbois

## Autres compositions
- Trois Quintettes à vent, op. 2
- Premier Trio pour piano, hautbois et basson, op. 5
- La Savoyarde, folie pour le hautbois avec accompagnement de piano, op. 7
- Fantaisie sur la Béarnaise pour hautbois et piano ou harpe, op. 10
- Deuxième Fantaisie sur un thème autrichien, pour piano, hautbois et basson, op 11
- Nocturne sur le Siège de Corinthe pour hautbois et piano ou harpe, op. 16
- Deux Nocturnes pour piano ou harpe et violon ou hautbois, op. 20
- Souvenirs du Mont d'Or, fantaisie pour le hautbois avec accompagnement de quatuor ou piano, op. 27
- Le retour du petit savoyard, duo concertant pour piano et hautbois sur la romance de F. Bérat, op. 32
- Morceau de concert sur des mélodies suisses, pour le hautbois avec accompagnement de piano ou d'orchestre, op 40
- Duo pour hautbois et basson avec accompagnement d'orchestre ou de piano, op. 43
- Fantaisie sur la romance de Masini, une chanson bretonne, op. 46
- Paul et Jean ou le Retour en Savoie. Nocturne à deux voix avec accompagnement de hautbois et piano, op. 47
- Souvenir d'Elisa et Claudio de Mercadante pour hautbois et piano, op. 49
- Fantaisie sur un thème de Mercadante pour hautbois et piano, op. 51
- Fantaisie sur un thème de Belisario de Donizetti, pour hautbois et piano, op 52
- Deux grands duos pour deux hautbois, tirés des œuvres de Mayseder, op. 53
- Morceau de salon pour hautbois avec accompagnement d'orchestre, op. 54
- Lucia ed Edgardo, Duo de Lucia di Lammermoor de Donizetti, pour hautbois ou clarinette et basson ou violoncelle avec accompagnement de piano, op. 55
- Septième Trio pour piano, hautbois et basson, op. 56
- Fantaisie sur la scène de la folie de Lucie de Lammermoor pour hautbois et piano, op. 57

### Sources biographiques
- François-Joseph Fétis, Biographie universelle des musiciens et bibliographie générale de la musique, tome 2, Paris, Firmin-Didot, 1867, p. 78-79 (Gallica)
- Journal des débats politiques et littéraires, 12 octobre 1886, Godefroid Brod, frère d'Henri Brod